# Ernesto Calindri
Ernesto Calindri (* 5. Februar 1909 in Certaldo; † 9. Juni 1999 in Mailand) war ein italienischer Schauspieler.

## Leben
Calindri begann seine Bühnenkarriere kaum 20-jährig. Der Sohn von Schauspielern (Vater Manlio stammt aus Novara und Mutter Egloge Felletti aus Perugia) erhielt sein erstes Engagement in der Compagnie von Luigi Carini. In den folgenden Spielzeiten machte er zahlreiche Erfahrungen mit Andreina Pagnani/Camillo Pilotto/Nicolino Pescatori/Lamberto Picasso (1928/29), Ruggero Ruggeri (1929/30), Annibale Ninchi (1931/32) und Elsa Merlini/Renato Cialente (1934/35). Dann folgten jeweils zwei Jahre mit Dina Galli und Sergio Tofano/Evi Maltagliati und Verträge bei Kiki Palmer (1938/39) sowie wieder mit Maltagliati 1940–1942. Eine weitere Station Calindris in den Kriegsjahren war das Engagement bei Giulio Donadio.
Dann folgte eine herausragende Phase in seinem Schaffen, beginnend mit seiner Rolle in Agnes Bernauer neben u. a. Vittorio Gassman, in Maria Stuart und Adam sowie in La Machine à écrire, die alle von Luchino Visconti inszeniert wurden. Den Höhepunkt dieser Zeit stellt in derselben Konstellation Jack Kirklands Tobacco Road dar. Nach weiteren Stationen stand Calindri in den 1950er Jahren mit nun eigener Compagnie neben weiblichen Stars wie Olga Villi, Laura Carli, Lauretta Masiero und Lia Zoppelli sowie oftmals neben Luigi Almirante und in beliebtem Duo neben Franco Volpi auf der Bühne. Das Piccolo Teatro in Mailand bot ihm die Gelegenheit, in Shakespeares Was ihr wollt unter Giorgio Strehler zu spielen; 1955/1956 waren Garinei und Giovannini mit La padrina di Raggio di Luna als musikalische Komödie eine Erweiterung seines Spektrums.
Von 1969 bis 1975 wurde Calindri mit der Ko-Direktion des „San Babila“ in Mailand beauftragt; daneben lehrte er Schauspiel an der „Accademia dei Filodrammatici“. Späte Erfolge des „großen Alten des italienischen Theaters“ bildeten 1972 sein Arpagone in Der Geizige unter Orazio Costa, eine Regie seiner selbst in einem Pirandello-Stück und 1974f. Eugène Ionescos Welch gigantischer Schwindel. Zu seinen letzten Rollen gehört ein Musical, Gigi, in dem er 80-jährig sang und tanzte, sowie ein Molière-Stück.
Der schlanke Schauspieler mit fehlerloser Diktion und meist mit Schnauzbart gab beim Film sein Debüt 1935 in Freccia d’oro, konnte aber im Gegensatz zu seinem Theaterruf keine große Karriere auf der Leinwand machen; es blieb bei vergleichsweise wenigen Filmen und Nebenrollen. Besser lief es für Calindri beim Fernsehen, in Komödien, Shows (er leitete auch die Samstagabendshow Il signore delle 21), Serien und in Werbespots – er war für Jahre der Cynar-Mann.
1993 wurde ihm der zum Großoffizier der Republik Italien ernannt.
Calindris Schwester ist Schauspielerin Dora; er war seit 1939 mit Kollegin und gelegentlicher Bühnenpartnerin Roberta Mari verheiratet.

## Filmografie (Auswahl)
- 1935: Freccia d’oro
- 1956: Frauennot – Frauenglück (Il momento più bello)
- 1962: …mit Damenbedienung (Le massaggiatrici)
- 1962: Tiger der Meere (La tigre dei sette mari)
- 1965: Herr Major, zwei Flaschen melden sich zur Stelle (I due sergenti del generale Custer)